# 派对学校

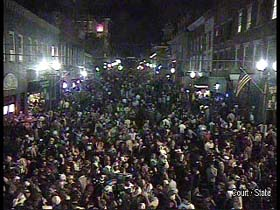
大学城的大型街区聚会可能与派对学校有关。

派对学校（英語：Party School）一词主要用于美国，指那些以酗酒、吸毒或普遍的派对文化而闻名，且通常以牺牲学业成就为代价的学院或大学。普林斯顿评论曾发布过一份由其调查认定的派对学校名单。《花花公子》杂志也不定期地发布过派对学校名单。
许多学校不认可“派对学校”这一标签，此类榜单也因宣扬危险行为而受到美国医学会等组织的谴责。

## 派对学校名单
《普林斯顿评论》因发布1993年至2022年的派对学校名单而闻名。其排名依据是学生对校园内酒精和毒品使用情况、课堂外学习时间以及参与希腊生活的学生比例确定的。
《花花公子》曾在1987年、2002年、2006年以及自2009年起更频繁的若干年份发布过派对学校名单。1987年的榜单包括了40所学校，另有16所获得“荣誉提名”；加州州立大学奇科分校位列第一，据该杂志称，一些学生认为这一“殊荣”是一种负担。2002年的榜单列出了25所学校和10所荣誉提名学校，亚利桑那州立大学位居榜首。威斯康星大学麦迪逊分校在2006年入选的10所学校中排名第一。 2009年，迈阿密大学在25所学校中拔得头筹，同时在“智慧”和“比基尼”类别中得分最高。
普遍认为《花花公子》过去曾发布过更多派对学校榜单，但这一说法已被Snopes.com网站辟谣。《花花公子》确实在1968年9月的一期中将威斯康星大学描述为“那所派对学校”，并在1976年将加州大学洛杉矶分校评为“校园活动之冠”。然而，该杂志直到1987年1月才真正开始对学校进行排名。
位于蒙特利尔的麦吉尔大学和位于安大略省伦敦的西安大略大学是仅有的两所上榜的加拿大学校。

## 对派对学校名单的批评
2003年，美国医学会要求普林斯顿评论从其大学指南中移除派对学校排名。美国医学会酒精及其他药物滥用办公室主任理查德·约斯特博士表示：“普林斯顿评论应该为发布这种误导学生和家长、助长‘酒精是大学生活核心’这一错误观念、并忽视高风险饮酒危险后果的内容感到羞愧。大学酗酒是一个重大的公共卫生问题，也是高等教育机构众多问题的根源。”普林斯顿评论排名的准确性也受到质疑，尤其是在规模较大的学校方面。专家认为，每所大学接受调查的学生样本量（平均三百名学生）不足以真实反映学生的行为。哈佛大学公共卫生学院大学酒精研究项目的亨利·韦克斯勒博士称：“这绝对不科学。”
所谓“派对学校”的管理者、教授和许多学生都试图与这些排名撇清关系。例如，西弗吉尼亚大学校长迈克尔·加里森在2007-08年度普林斯顿评论榜单公布后，拒绝就该校上榜一事接受采访。他在一份事先准备好的声明中说：“我在周末和开学头几天与数千名学生交谈过。他们关心的是自己的教育、自己的未来，以及西弗吉尼亚大学即将到来的美好学年。”